# 9 Pułk Artylerii Lekkiej (II RP)
9 pułk artylerii lekkiej (9 pal) – oddział artylerii lekkiej Wojska Polskiego w II Rzeczypospolitej.
Pułk rodowód swój wywodzi z utworzonego w Zajezierzu w kwietniu 1919 XI ćwiczebnego dywizjonu i baterii zapasowej 2 „krakowskiego” pułku artylerii polowej. W okresie wojny polsko-bolszewickiej jego dywizjony walczyły na różnych frontach. I dywizjon wspierał ogniem 9 Dywizję Piechoty, a II dywizjon VII Brygadę Rezerwową. Pokojowym garnizonem pułku była do 1933 Biała Podlaska, a później Siedlce. W okresie kampanii wrześniowej pułk walczył w składzie macierzystej 9 Dywizji Piechoty.

## Formowanie i zmiany organizacyjne
Pułk rodowód swój wywodzi z utworzonego w Zajezierzu w kwietniu 1919 XI ćwiczebnego dywizjonu mjr. Michała Gabryałowicza. Początkowo do dywizjonu trafiali oficerowie artylerii ze stacji zbornych w Lublinie i Rembertowie; w ślad za nimi przybyło również ponad stu rekrutów. 14 czerwca 1919 rozkaz Generalnego Inspektoratu Artylerii nakazał sformowanie 9 pułku artylerii polowej pod dowództwem płk. Józefa Plisowskiego. W jego skład miał wejść XI ćwiczebny dywizjon i bateria zapasowa 2 „krakowskiego” pułku artylerii polowej. Licząca łącznie 7 oficerów, około 500 szeregowych i 30 koni bateria pod dowództwem por. Edwarda Dobiasza w pierwszej połowie czerwca dotarła do Dęblina. Ostatecznie na bazie XI ćwiczebnego dywizjonu utworzono I/9 pap pod dowództwem mjr. Gabryałowicza i uzupełniono go 300 rekrutami z baterii zapasowej „krakowskiego” pap. Dotychczasowa 1 bateria XI ćwiczebnego dywizjonu artylerii wcielona została do nowo powstałego 9 pułku artylerii ciężkiej. W jej miejsce zorganizowana została nowa 1 bateria oraz 3 bateria. W sierpniu 1919 pułk otrzymał francuskie 75 mm armaty wzór 1897. Przy ich obsłudze i w szkoleniu pomagali instruktorzy armii francuskiej. 25 sierpnia dowództwo 9 pap wraz z I dywizjonem dyslokowane zostało do Białej Podlaskiej i zajęło zdewastowane „koszary Piżyca”. Wkrótce pułk otrzymał jednolite umundurowanie kroju i koloru używanego w armii niemieckiej, resztę brakującego sprzętu artyleryjskiego, broń ręczną i maszynową oraz konie.
W lipcu przy baterii zapasowej w Zajezierzu rozpoczęto formowanie II dywizjonu pod dowództwem kpt. Gotfryda Kellnera. Na początku października pododdział liczył zaledwie 3 oficerów, 48 szeregowych, 10 koni i 2 wozy. W tym stanie 10 października przewieziony został do opuszczonych już przez I dyon koszar w Białej Podlaskiej. W lutym 1920 nadeszło uzupełnienie z baterii zapasowej i ze szkoły podoficerskiej artylerii w Chełmie. Do kwietnia 4 bateria por. Polikarpa Wegnerowicza osiągnęła zdolność bojową, a w maju 5 bateria por. Dominika Zamińskiego i 6 baterii por. Adama Dutkiewisza.
Na początku czerwca z Zajezierza do Białej Podlaskiej została przeniesiona bateria zapasowa. Podczas działań wojennych wystawiła ona 2 plutony marszowe, które uzupełniły I i II dyon oraz 4-działową „baterię alarmową” (7 bateria). Na początku sierpnia bateria zapasowa ewakuowana została do Błaszek. Tam przekazała pozostałę uzupełnienia dla oddziałów kawalerii i artylerii konnej. Trzeci dywizjon 9 pap zorganizowano dopiero pod koniec lata 1920. We wrześniu 1920 pułk dysponował 75 mm armatami francuskimi.
31 grudnia 1931, na podstawie rozkazu B. Og. Org. 1120–18 Org. ministra spraw wojskowych marszałka Polski Józefa Piłsudskiego, 9 pap został przemianowany na 9 pułk artylerii lekkiej.

## 9 pap w walce o granice

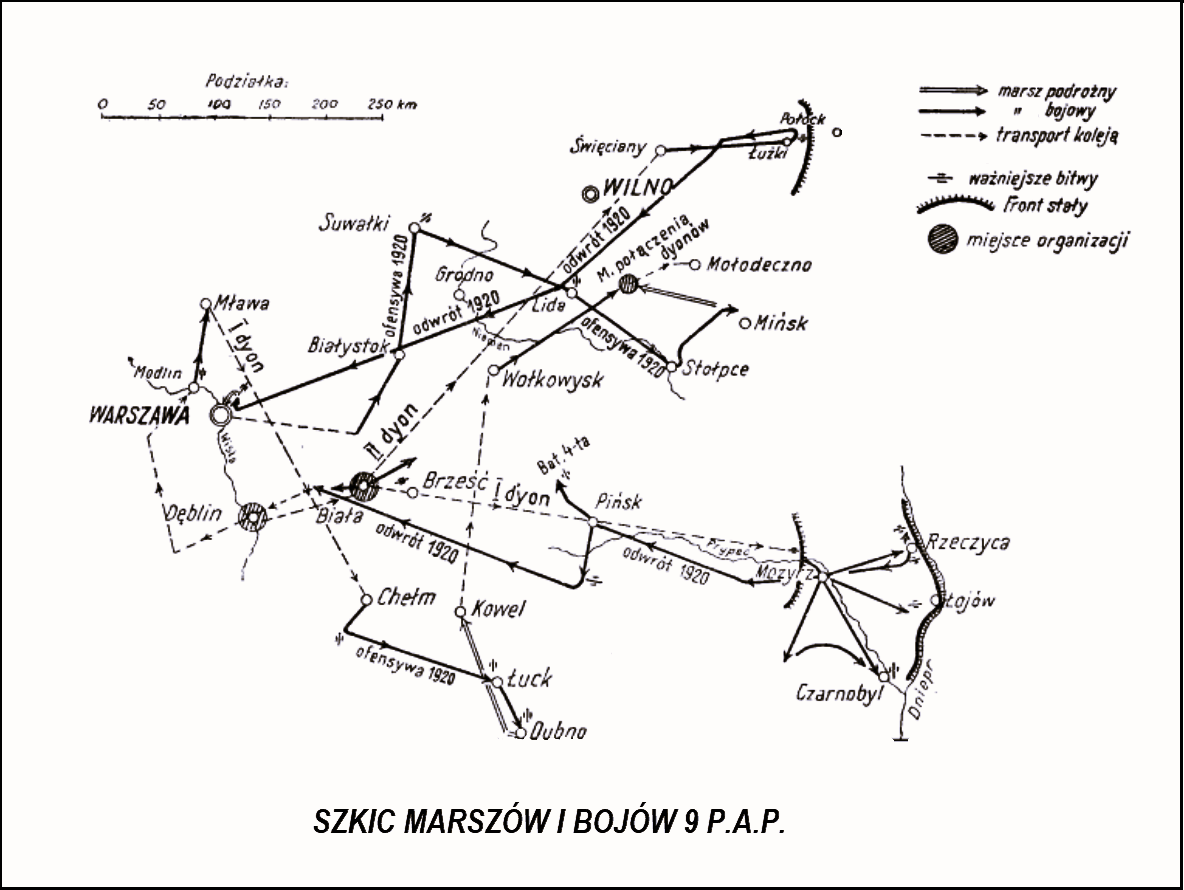
Józef Nowak, Zarys historii wojennej
9-go pułku artylerii polowej

W wojnie polsko-bolszewickiej wzięły udział dwa dywizjony 9 pułku artylerii polowej. I dywizjon, z przydzieloną 4 baterią, działał na Polesiu, a następnie w obszarze Modlin – Ciechanów – Mława i na Chełmszczyźnie, zaś II dywizjon, to jest 5. i 6 bateria, na północy, w obszarze Postawy – Dzisna, pod Warszawą, a później w pościgu przez Białystok, Suwałki, Lidę, Stołpce do Mińska. Dywizjony w zasadzie walczyły w sposób rozczłonkowany, a baterie, często nawet pojedyncze plutony, przydzielane były do pułków piechoty.

### Działania I dywizjonu
W grudniu 1919 I dywizjon 9 pułku artylerii polowej przybył do Łunińca i zajął stanowiska ogniowe nad Prypecią i Ptyczą. Do wiosny 1920 baterie uczestniczyły w tzw. „małej wojnie”, polegającej głównie na udziale w wypadach organizowanych przez oddziały piechoty. 1 bateria wspierała 34 pułk piechoty w wypadach na wsie Skryhołów i Leszno, a baterie 2. i 3. współdziałały z 35 pułkiem piechoty w wypadach na Hustno i Horodyszcze.
4 marca 1920 ruszyła polska ofensywa na Mozyrz i Kalenkowicze. 1 bateria walczyła o Romanówkę i Mojsiejówkę. Następnie maszerowała wzdłuż Prypeci do Nachowa. Tam zwalczała z powodzeniem sowieckie pociągi pancerne. W końcu kwietnia 1 bateria została zluzowana przez 4 baterię. W tym samym czasie 2 bateria przydzielona była do grupy mjr. Feliksa Jaworskiego i uczestniczyła w opanowaniu Jelska. Następnie zwalczała sowieckie statki na Sławecznej i brała udział w wypadach przed przedni skraj. 3 bateria działała w szeregach 35 pułku piechoty i dotarła bez walki do Kalenkowicz. Tu załadowano jedną armatę na platformę, tworząc improwizowany pociąg pancerny pod dowództwem ppor. Czesława Obtułowicza. Pociąg działał w kierunku Rzeczycy i zwalczał nieprzyjacielskie pociągi pancerne. Podczas jednego wypadów zdobyto sowiecki pociąg i przyprowadzono go do Kalenkowicz. Pozostałe działony baterii uczestniczyły w wypadzie na Chojniki i Zahale. 23 kwietnia 2 bateria wzięła udział w wypadzie grupy mjr. Jaworskiego na Czarnobyl, a cztery dni walczyła o zdobycie miasta. Następnie brała udział w licznych wypadach i zasadzkach organizowanych przeciwko okrętom sowieckiej flotylli rzecznej. Koło wsi Wierzchnie Żary uszkodzono dwa okręty.
7 maja Grupa Poleska rozpoczęła natarcie w ogólnym kierunku na Rzeczycę. W czasie jego trwania 1 bateria uczestniczyła w opanowaniu reduty pod Makanowiczami, następnie broniła przedmościa rzeczyckiego, a od 17 maja, wraz z 4 baterią, przedmościa „Kopań” nad Dnieprem. Tu pozostawała do 17 czerwca, aż do otrzymania rozkazu o odwrocie. 2 bateria od 24 maja do 9 czerwca broniła przedmościa rzeczyckiego. 3 bateria wspierała 34 pp w opanowaniu Wilczej Góry, a następnie wzięła udział w boju pod Mochowem, a od 16 maja w rejonie Łojowa zwalczała bolszewickie okręty rzeczne. W końcu maja wojska sowieckie uderzyły na Czarnobyl i zdobyły go. Polski kontratak wspierany przez 2. i 3. baterię odbił miasto. Obie baterie pomagały utrzymać ten rejon aż do nocy z 17 na 18 czerwca. 18 czerwca Grupa Poleska rozpoczęła odwrót. 1. i 4 bateria odchodziły z rejonu Rzeczycy wzdłuż toru kolejowego na Kalenkowicze, zaś 2. i 3. z rejonu Czarnobyla wzdłuż Prypeci. W dniach 22–24 czerwca 1 bateria por. Starowiejskiego wspierała III/35 pp walczący o Hlinną Słobodę. Ostatecznie 1. i 4 bateria osiągnęły Pińsk, gdzie dołączyły do 3 baterii. Także 2. i 3 bateria toczyły walki odwrotowe. Podczas obrony Mozyrza doszło do uszkodzenia kolejnego działa, w związku z czym 3 bateria została odesłana do Łachwy w celu przezbrojenia.
Z Pińska I/9 pap maszerował wspólnie z 15. i 22 pułkiem piechoty nad Styr. Po drodze baterie 2. i 3. stoczyły walkę pod Rzeczycą, zaś 1 bateria w rejonie Pohostu. Po dotarciu do Pińska wyłączono ze składu dywizjonu 4 baterię i nakazano jej wejść w ugrupowanie 16 Dywizji Piechoty. Bateria, bez osłony piechoty, ruszyła w kierunku Chomska. 28 lipca, na wąskiej grobli koło Markowicz, pod ostatnim jaszczem załamał się mostek, a jednocześnie bateria została zaatakowana przez silny oddział sowiecki. Obsługi broniły się ogniem broni ręcznej, a później walcząc wręcz. Tylko niedobitkom udało się odskoczyć. Tymczasem gros dywizjonu przez Ratno i rejon Brześcia dotarło na zachodni brzeg Bugu. 5 sierpnia 2 bateria brała udział w kontrataku 22 pułku piechoty, który doprowadził do wyrzucenia sowietów na wschodni brzeg Bugu. Nie udało się jednak odzyskać Brześcia.
11 sierpnia I/9 pap wzmocniony nowo utworzoną 7 baterią załadowany został na transporty kolejowe w Białej Podlaskiej i Łukowie, odjechał do Modlina i wszedł w skład nowo powstałej 5 Armii gen. Władysława Sikorskiego.
2 bateria od 14 sierpnia broniła fortów modlińskich nr XIV i XV, a od 17 sierpnia uczestniczyła w natarciu na Ciechanów. 1 bateria od 14 sierpnia zajmowała stanowiska nad Wkrą w rejonie Borkowa. Następnego dnia bez wsparcia piechoty odpierała liczne ataki oddziałów sowieckich. W kolejnych dniach bateria walczyła pod Nasielskiem i wzięła udział w pościgu na Mławę.
Po rozpoczęciu odwrotu wojsk sowieckich, będąca dotychczas w odwodzie 3 bateria ruszyła w składzie 35 pułku piechoty na Mławę, a 7 bateria wspierała 9 Brygadę Jazdy mjr. Jana Głogowskiego pod Płońskiem i Arcelinem. Po spektakularnym zwycięstwie wojsk polskich na kierunku północnym, I/9 pap wraz z 7 baterią został przerzucony z Mławy do Chełma. 5 września weszły do walki w rejonie Uściługa 1 i 2 bateria. Obie baterie rozbiły kartaczami szarże dwóch sowieckich pułków kawalerii. W tym samym czasie 3. i 7 bateria w okolicach Cegielni wspierały forsowanie Bugu przez 35 pułk piechoty.
11 września wojska polskie rozpoczęły na kierunku ukraińskim pościg za wycofującymi się sowieckimi oddziałami. Baterie I/9 pap wspierały ogniem piechotę między innymi w ataku na Łuck i Dubno. 28 września I dywizjon, wspólnie z innymi oddziałami macierzystej 9 DP, załadowany został w Kowlu i skierowany do Wołkowyska. Stąd 9 Dywizja Piechoty przeszła w rejon Lidy, gdzie zastało ją zawieszenie broni.

### Działania II dywizjonu
28 maja 1920 na front przybył dwubateryjny II dywizjon 9 pułku artylerii polowej. W Nowoświecianach został on przydzielony do VII Brygady Rezerwowej, a trzy dni później 5. i 6 bateria zajęły stanowiska ogniowe w rejonie Postaw. 2 czerwca VII Brygada wspierana przez obie baterie zdobyła Postawy i rozpoczęła pościg w kierunku na Woropajewo i Czarną. Maszerujący dalej dywizjon przez Osino i Gródek dotarł w rejon Łużek nad Autą. Tu walczono między innymi o Sokołowszczyznę.
4 lipca rozpoczęła się II ofensywa wojsk Frontu Zachodniego Michaiła Tuchaczewskiego. Baterie początkowo wspierały własną piechotę w rejonie Łużek, jednak w związku z przełamaniem polskich pozycji obronnych dywizjon rozpoczął odwrót po osi Hoduciszki – Oszmiana – Lida. Po dotarciu do wsi Krupa zmęczenie zarówno ludzi, jak i koni spowodowało, że pozostawiono w niej jaszcze z częścią amunicji. Dalszy marsz generował kolejne straty w sprzęcie. Po dotarciu w rejon Grodna II/9 pap nie przedstawiał żadnej wartości bojowej i został odesłany do Białegostoku, a stąd w rejon Marek pod Warszawą i tam wszedł w skład 1 Armii gen. Franciszka Latinika. Po osiągnięciu nakazanego rejonu, przystąpiono do reorganizacji dywizjonu. 10 sierpnia kompletna już 5 bateria i pluton 6 baterii zajęły stanowiska w rejonie Beniaminowa. W dniach 13–15 sierpnia, uzupełniony już sprzętem dywizjon uczestniczył w obronie rejonu Radzymina. 19 sierpnia dyon przewieziony został koleją do stacji Platerowo nad Bugiem, a stąd marszem pieszym ruszył do Suwałk. 5 września w rejonie Serskiego Lasu 5 bateria wspierała piechotę w walce z oddziałami litewskimi. Także pod Sejnami 22 września dywizjon walczył z Litwinami. Następnie przez Kopciowo i Druskienniki dotarto do Marcinkaniec, gdzie 6 bateria obezwładniła litewski pociąg pancerny. Wieczorem 25 września skierowano się na Lidę. Tu, ze względu na pogodę i teren, dywizjon strzelał sporadycznie, ale skuteczny ogień zniechęcił nieprzyjaciela do walki i spowodował, że 28 września pod Krupą Sowieci poddali się.
29 września ll/9 pap, w szeregach 1 Dywizji Piechoty Legionów ruszył w pościg w kierunku Nowogródka. Po zwycięstwie nad bolszewikami nastąpiła krótka przerwa w walce, ale już 9 października dywizjon wraz z 41 pułkiem piechoty ruszył na wschód. 6 bateria maszerowała w rejon Zasławia, a 5 bateria w kierunku Mińska. Ta ostatnia 13 października walczyła z powodzeniem koło Ratomki. Tu zastał ją rozejm. 2 listopada II/9 pap dołączył do reszty pułku stacjonującego w rejonie Lidy.
| Struktura i obsada personalna 9 pap w 1920 | Struktura i obsada personalna 9 pap w 1920 |
| ------------------------------------------ | ------------------------------------------ |
| dowodca pułku                              | płk Józef Plisowski                        |
| I dywizjon                                 |                                            |
| dowódca I dywizjonu                        | mjr Michał Gahryałowicz                    |
| oficer dywizjonu                           | ppor. Edward Kowalski                      |
| oficer dywizjonu                           | ppor. Wacław Ryb                           |
| oficer dywizjonu                           | pchor. Józef Orłowski                      |
| oficer dywizjonu                           | chor. Stanisław Feliks Michelis            |
| Lekarz                                     | ppor. Stanisław Stokowski                  |
| dowódca 1 baterii                          | por. Stanisław Starowiejski                |
| oficer baterii                             | ppor. Zenon Staszek,                       |
| oficer baterii                             | ppor. Tadeusz Rolecki.                     |
| oficer baterii                             | ppor. Tadeusz Jędrzejewski                 |
| dowódca 2 baterii                          | por. Tadeusz Kozakiewicz                   |
| oficer baterii                             | ppor. Ignacy Raczkowski                    |
| oficer baterii                             | ppor. Stanisław Gliwicz                    |
| oficer baterii                             | pchor. Teodor Zacharjasiewicz              |
| dowódca 3 baterii                          | por. Witold Andruszewicz                   |
| oficer baterii                             | ppor. Karol Zipper                         |
| oficer baterii                             | ppor. Czesław Obtułowicz                   |
| oficer baterii                             | pchor. Maksymilian Frank                   |
| II dywizjon                                |                                            |
| dowódca II dywizjonu                       | kpt. Gotfryd Kellner                       |
| dowódca II dywizjonu                       | wz. kpt. Leon Karpiński                    |
| oficer dywizjonu                           | ppor. Józef Nowak                          |
| oficer dywizjonu                           | ppor. Tadeusz Mossor                       |
| oficer dywizjonu                           | ppor. Piotr Tyrała                         |
| oficer dywizjonu                           | pchor. Kossowski                           |
| lekarz                                     | Tadeusz Bromowicz                          |
| dowódca 4 baterii                          | por. Polikarp Wegnerowicz                  |
| oficer baterii                             | ppor. Ryszard Krzyżanowski                 |
| oficer baterii                             | ppor. Bronisław Błażyński                  |
| oficer baterii                             | ppor. Stanisław Jursz                      |
| dowódca 5 baterii                          | por. Dominik Zamieński                     |
| oficer baterii                             | por. Julian Ezupowicz                      |
| oficer baterii                             | ppor. Aleksander Jackowski                 |
| oficer baterii                             | ppor. Marian Infeld                        |
| dowódca 6 baterii                          | kpt. Leon Karpiński                        |
| dowódca 6 baterii                          | por. Adam Dutkiewicz                       |
| oficer baterii                             | por. Izaak Gans                            |
| oficer baterii                             | ppor. Antoni Dudziński                     |
| oficer baterii                             | pchor. Stefan Gątkiewicz                   |

### Mapy walk pułku

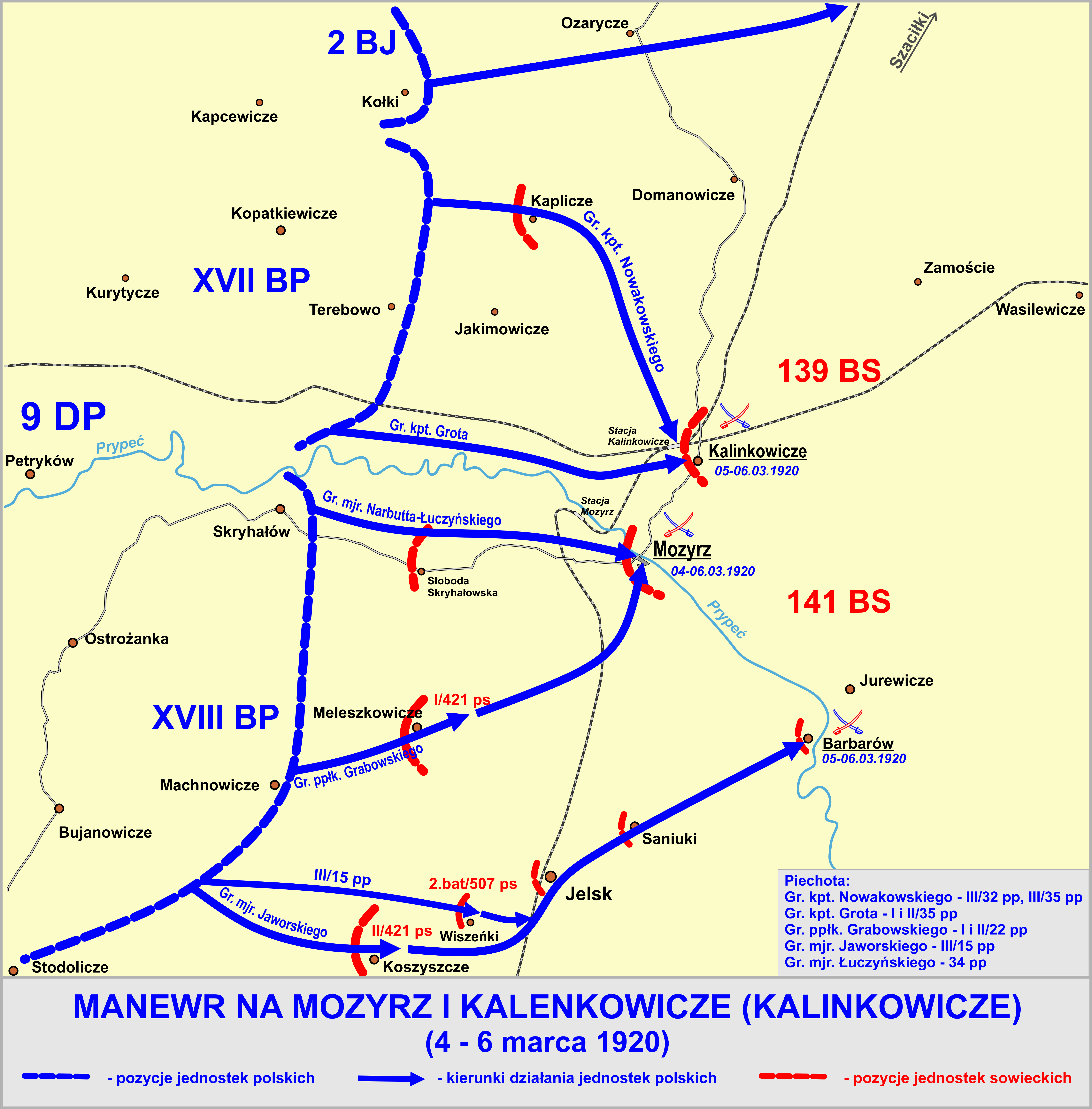
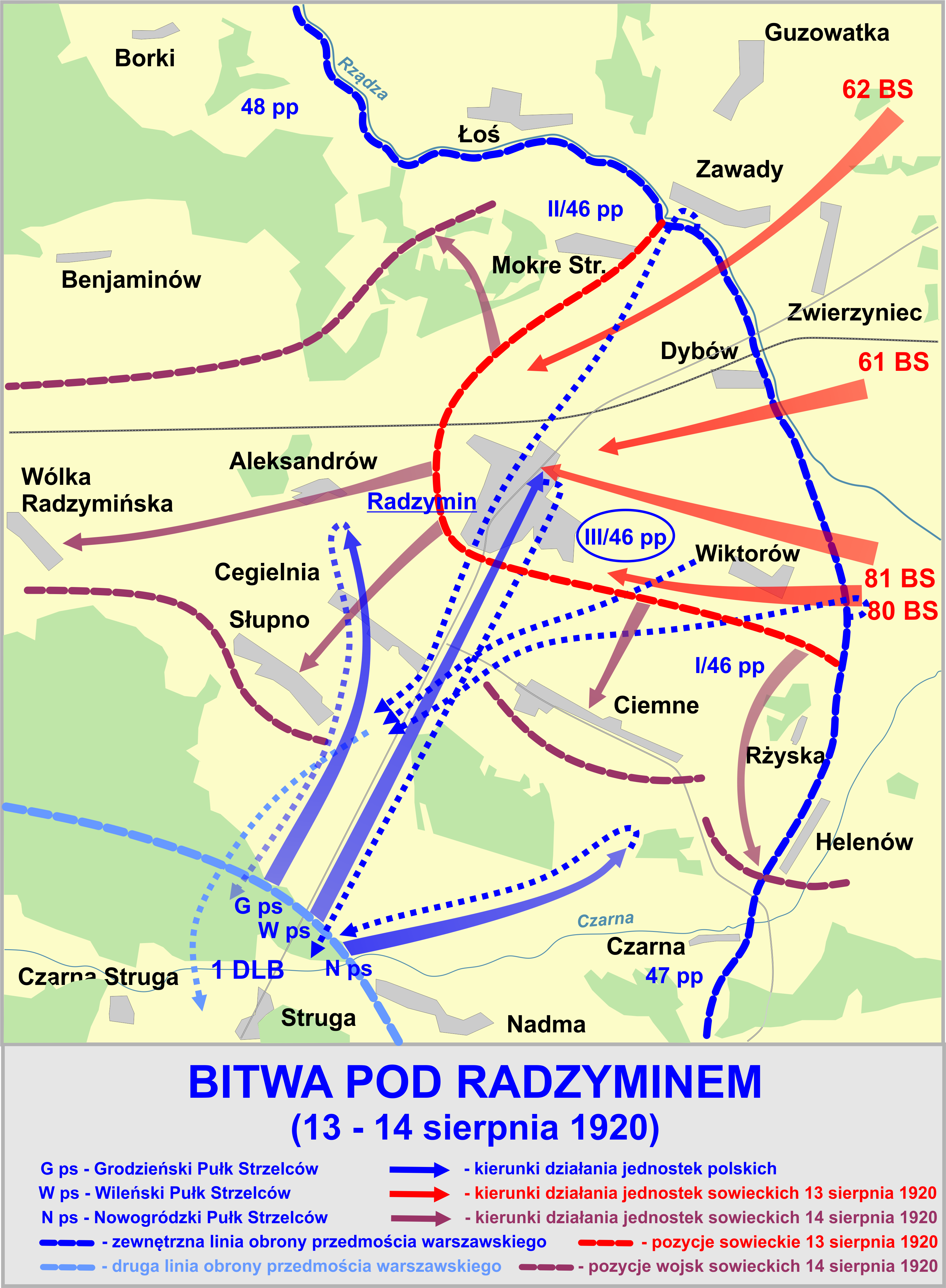

### Bilans walk
Podczas walk na froncie polsko-bolszewickim 9 pułk artylerii polowej utracił 2 oficerów i 18 szeregowych zabitych, kilkudziesięciu zaginionych (głównie z 4 baterii). Rannych zostało 3 oficerów i około 40 szeregowych. Za bohaterstwo na polu walki 16 żołnierzy pułku odznaczonych zostało Krzyżami Virtuti Militari V klasy, a dalszych 120 Krzyżami Walecznych. Uhonorowany został także cały pułk. 4 grudnia 1920 na polach majątku Łazduny pod Iwiem Naczelny Wódz Józef Piłsudski udekorował w uznaniu zasług bojowych trąbkę 9 pap Krzyżem Virtuti Militari V klasy.
| Żołnierze pułku odznaczeni Krzyżem Srebrnym Orderu Wojskowego Virtuti Militari | Żołnierze pułku odznaczeni Krzyżem Srebrnym Orderu Wojskowego Virtuti Militari | Żołnierze pułku odznaczeni Krzyżem Srebrnym Orderu Wojskowego Virtuti Militari |
| ------------------------------------------------------------------------------ | ------------------------------------------------------------------------------ | ------------------------------------------------------------------------------ |
| kpt. Witold Andruszewicz*                                                      | plut. Antoni Gajewski*                                                         | bomb. Kazimierz Gąsior*                                                        |
| ppor. Stanisław Gliwicz*                                                       | por. Tadeusz Kozakiewicz                                                       | ppor. Czesław Obtułowicz*                                                      |
| bomb. Stanisław Pawlak *                                                       | kpr. Antoni Paskudski*                                                         | ppor. Ignacy Raczkowski*                                                       |
| kpr. Wasyl Romaniuk*                                                           | plut. Franciszek Stańko*                                                       | por. Stanisław Starowieyski                                                    |
| por. Zenon Staszek*                                                            | plut. Mikołaj Talar*                                                           | por. Karol Zipper (nr 4598)                                                    |
| plut. Roman Zych (nr 1726)*                                                    |                                                                                |                                                                                |
| Trąbka 9 pułku artylerii polowej (VM nr 4369)                                  |                                                                                |                                                                                |

## Pułk w okresie pokoju

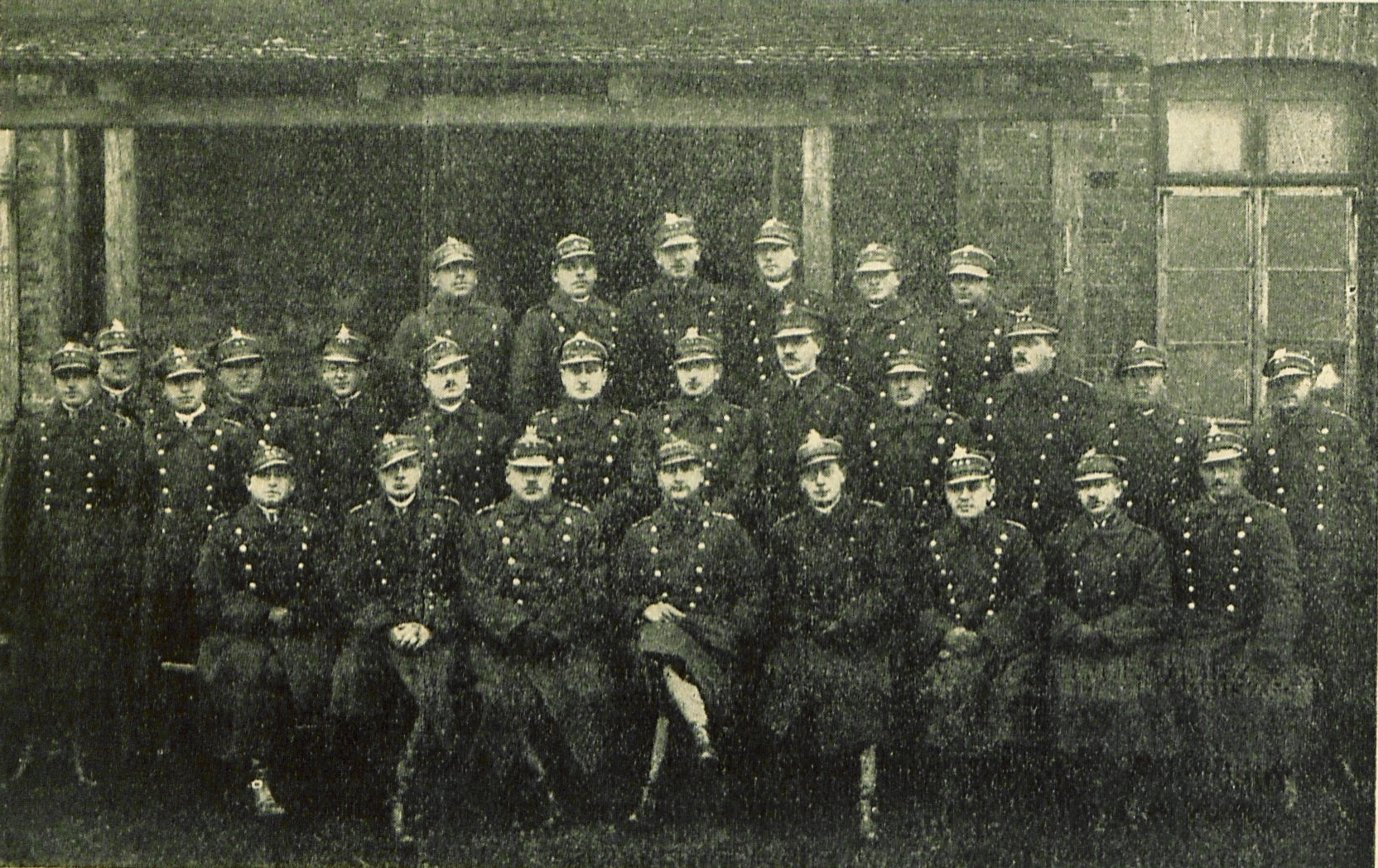
D-ca 9 pap płk Otton Krzisch w otoczeniu oficerów pułku

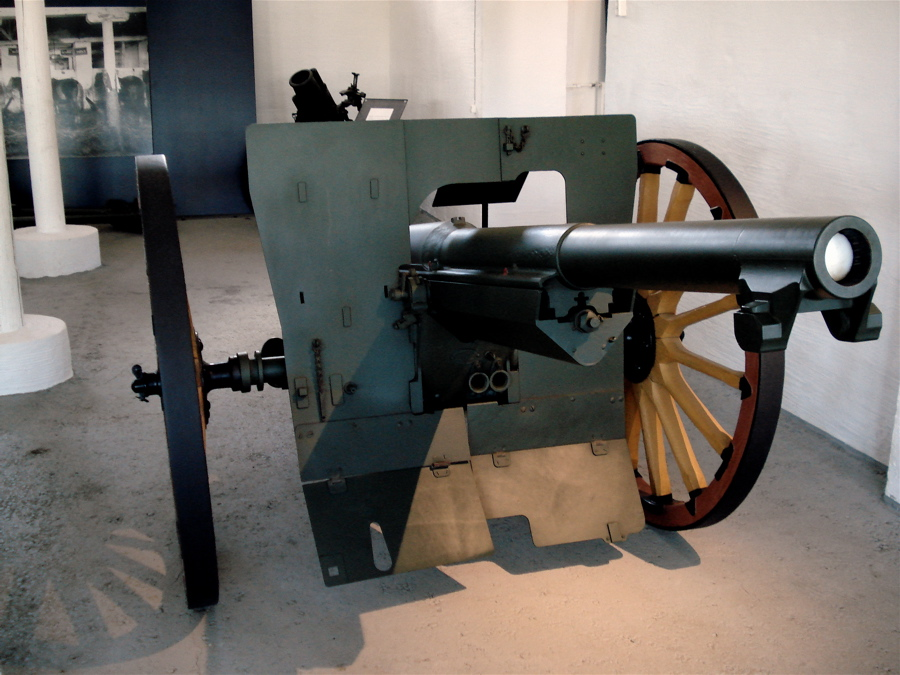
Armata 75 mm wz. 1897

### Zakwaterowanie
Po zakończeniu działań wojennych 9 pułk artylerii polowej stacjonował w rejonie Lidy. W maju został przeniesiony w rejon Mołodeczna, gdzie rozkwaterowano go w okolicy stacji kolejowej Połoczany. Pełniąc służbę graniczną, pozostawał na Kresach aż do połowy września 1922. W tym miesiącu dowództwo pułku z I i II dywizjonem przeszło do swojego stałego garnizonu w Białej Podlaskiej. III dywizjon zakwaterowany został w Berezie Kartuskiej. W 1933 nakazano zmianę dyslokacji pułku. 21 października przeniósł się z Berezy Kartuskiej do Białej Podlaskiej III dywizjon. Zgodnie z rozkazem MSWojsk. 6 listopada I dywizjon wyruszył marszem pieszym (z postojami w Międzyrzecu Podlaskim i Zbuczynie) do swojego nowego garnizonu w Siedlcach. 13 listopada tą samą trasą pomaszerował II dywizjon. Dowództwo pułku, zasoby magazynowe i sprzęt przewiezione zostały do Siedlec koleją. Oficjalnie dowództwo 9 pal rozpoczęło funkcjonowanie w nowym miejscu postoju 15 listopadaPo zakończeniu działań wojennych 9 pułk artylerii polowej stacjonował w rejonie Lidy. W maju został przeniesiony w rejon Mołodeczna, gdzie rozkwaterowano go w okolicy stacji kolejowej Połoczany. Pełniąc służbę graniczną, pozostawał na kresach aż do połowy września 1922.
W tym miesiącu dowództwo pułk z I i II dywizjonem przeszło do swojego stałego garnizonu w Białej Podlaskiej. III dywizjon zakwaterowany został w Bereza Kartuskiej. Dopiero w 1933 nakazano zmianę dyslokacji pułku. 21 października przeniósł się z Berezy Kartuskiej do Białej Podlaskiej III dywizjon. Zgodnie z rozkazem MSWojsk. 6 listopada I dywizjon wyruszył marszem pieszym z postojami w Międzyrzecu Podlaskim i Zbuczynie do swojego nowego garnizonu w Siedlcach. 13 listopada, tą samą trasą, pomaszerował II dywizjon. Dowództwo pułku, zasoby magazynowe i sprzęt przewiezione zostały do Siedlec koleją. Oficjalnie dowództwo 9 pal rozpoczęło funkcjonowanie w nowym miejscu postoju 15 listopada.

### Kultura i rozrywka
W okresie stacjonowania pułku w Białej Podlaskiej co najmniej raz w miesiącu pułk zamawiał seans filmowy w 34 pułku piechoty. Kosztował on 45 zł, a uczestniczyli w nim bezpłatnie wszyscy wolni od służby żołnierze. Organizowano też zabawy i gry świetlicowe.
Po zmianie garnizonu zakres rozrywek znacznie się rozszerzył. W Siedlcach żołnierze uczęszczali do kina propagandowego prowadzonego przez Polski Biały Krzyż. Wyświetlano w nim filmy
oświatowe, historyczne, o tematyce zawodowej czy wojskowej. Na filmy fabularne udawano się kilka razy w miesiącu do kina garnizonowego. W październiku 1936 zradiofonizowano koszary w Siedlcach. Dzięki temu w świetlicach i izbach żołnierskich można było słuchać audycji o charakterze oświatowym lub rozrywkowym. Kadra zapraszana była na imprezy organizowane przez „Koło leśnika w Siedlcach” czy „Podlaskie Koło Ziemianek”, a w Klubie Miejskim w Siedlcach organizowane były systematycznie „herbatki towarzyskie”.

### Święta w pułku
4 grudnia 1930, w dniu patronki artylerii Świętej Barbary pułk otrzymał ufundowaną przez społeczeństwo bialskie trąbkę pułkową. Uroczystości rozpoczęły się mszą w kościele garnizonowym. Następnie publicznie, wobec tłumów mieszkańców miasta, poświęcono trąbkę, a przewodniczący
Komitetu Fundacyjnego przekazał trąbkę gen. Trojanowskiemu, który wręczył ją dowódcy 9 pap płk. Krzischowi. Później odbyła się przysięga oraz defilada 9 pap i 34 pułku piechoty. Uroczystości zakończył obiad żołnierski, w którym uczestniczyli zaproszeni goście.
Co roku największym wydarzeniem w pułku był dzień święta pułkowego.
W 1936 uroczystości rozpoczęły się 13 czerwca o 15.00. Oficerowie przeprowadzili z żołnierzami młodszego rocznika pogadanki na temat historii pułku. O 20.30 odbył się uroczysty capstrzyk, połączony z apelem poległych. W następnym dniu o 9.00 odbyła się zbiórka pułku przed budynkiem dowództwa. Dwadzieścia minut później dowódca pułku złożył raport dowódcy 9 Dywizji Piechoty, po czym odprawiono mszę polową. Po niej trąbkę pułkową udekorowano odznakami pamiątkowymi 15., 22. i 35. pułku piechoty. Później wręczono odznaki pułkowe żołnierzom 9 pal. Po defiladzie, o 12.00, odbył się obiad żołnierski, a o 14.00 rozpoczął się popis chórów oraz gry i zabawy żołnierskie na placu ćwiczeń. Rywalizowano w skoku w dal i wzwyż, w rzucie granatem, w biegu na 100 m, a oprócz tego wspinano się na słup, biegano z zapaloną świecą, w worku, do narzeczonej itp. Wieczorem odbyły się dancingi – dla podoficerów w kasynie podoficerskim 9 pal, a dla oficerów w kasynie garnizonowym.

### Inspekcje w pułku
Jednym z najważniejszych sposobów sprawdzania gotowości
bojowej i wyszkolenia pułku były inspekcje. 17 grudnia 1926 gen. bryg. Olgierd Pożerski dokonał inspekcji dowództwa i pododdziałów 9 pap stacjonujących w Białej Podlaskiej. W celu sprawdzenia sprawności zarządzony został alarm bojowy z wymarszem. Stwierdzono brak 87 koni do etatu pokojowego. Inspektor ocenił dowodzącego pułkiem ppłk. Krzischa na bardzo dobrze, wyszkolenie taktyczne oficerów określił jako średnie, a wyszkolenie ogólne podoficerów poniżej średniego. Gen. Pożerski stwierdził, że zaniedbania w tej dziedzinie obciążały poprzednich dowódców 9 pap, a przede wszystkim ppłk. Gałuszczyńskiego.
Porządek wewnętrzny w koszarach i stajniach, utrzymanie sprzętu, broni i koni określono jako wzorowe, zaś stan koszar i stajni jako dramatyczny, a baraki kadry były w stanie skandalicznym. Pułk nie posiadał kasyna oficerskiego, koszarowce były zimne i pełne szpar, w budynkach brak było elektryczności (oświetlenie naftowe). Zdarzały się opóźnienia w dostawach owsa, co zmuszało do naruszania zapasów mobilizacyjnych.
Źle oceniano też stan dział. Po rocznym użytkowaniu do naprawy odesłano dwie 100 mm haubice, dwie 75 mm armaty wz. 1897, 5 dział włoskich i 13 jaszczy. Stan zapalników i ładunków miotających do amunicji haubic austriackich określono jako niepewny.
Kilka miesięcy później, w marcu 1927, inspekcji poddany został III dywizjon stacjonujący w Berezie Kartuskiej. Do przeglądu stanęły zaledwie trzy włoskie 75 mm armaty wz. 06 (jedna była w remoncie w Poznaniu), 4 jaszcze, 6 oficerów i 94 szeregowych. Z uwagi na niedostateczne warunki lokalowe, bateria haubic III/9 pal stała w Białej Podlaskiej. Przy tego typu rozwiązaniu, III dyon na wypadek alarmu miał w ciągu 24 godzin wyjechać do Białej i pobrać zapasy mobilizacyjne. Inspektor bardzo krytycznie odniósł się do posiadanych przez dywizjon armat włoskich. Stwierdził, że ich celowniki nie gwarantują prowadzenia celnego ognia na dalsze odległości.
Budynki mieszkalne oraz magazyny III dyonu oceniono jako wygodne i utrzymane wzorowo. Stan stajni uznano za bardzo zły. Były one dziurawe, ciasne, a urządzenia wewnętrzne stare i zużyte. Drobniejsze remonty wykonywane we własnym zakresie nie przynosiły spodziewanych efektów. Innym utrudnieniem był brak strzelnicy. Na miejscu dysponowano bowiem jedynie
strzelnicą 100 m.
Kolejne inspekcje potwierdzały poprawę wyszkolenia pułku. Przeprowadzone na przełomie 1936/37 przez gen. dyw. Tadeusza Piskora kontrole stwierdzały, że pod względem wartości taktycznych dowódca pułku i dowódcy dywizjonów prezentują poziom bardzo dobry, a pozostała kadra oficerska i podoficerska otrzymała ocenę dobrą. Wyszkolenie bojowe oddziałów ocenione zostało jako bardzo dobre, wyszkolenie strzeleckie, techniczne i dyscyplina otrzymały ocenę dobrą, zaś poziom wyszkolenia szkoły podoficerskiej uznano za bardzo dobry. Ocena stopnia wyszkolenia pułku w walce była następująca: obrona, natarcie, rozpoznanie, ubezpieczenie, współdziałanie w wyższych związkach i z innymi oddziałami artylerii oraz innymi broniami uznano za dobre, działania opóźniające – dostateczne, obrona przeciwlotnicza i przeciwpancerna – niedostateczna. Morale rezerwistów określono jako dobre. Strzelnice i zakwaterowanie gen. Piskor określił jako dostateczne. Jedynie place ćwiczeń otrzymały dobrą ocenę.
| Obsada personalna i struktura organizacyjna w marcu 1939 | Obsada personalna i struktura organizacyjna w marcu 1939 | Obsada personalna i struktura organizacyjna w marcu 1939 |
| Stanowisko                                               | Stopień, imię i nazwisko                                 | Uwagi                                                    |
| Dowództwo                                                | Dowództwo                                                | Dowództwo                                                |
| -------------------------------------------------------- | -------------------------------------------------------- | -------------------------------------------------------- |
| dowódca pułku                                            | płk dypl. Mikołaj Alików                                 | dowódca artylerii dywizyjnej 9 DP                        |
| I zastępca dowódcy                                       | ppłk Antoni I Korzeniowski                               | †1940 Charków                                            |
| adiutant                                                 | kpt. Henryk Cieślikowski                                 |                                                          |
| starszy lekarz medycyny                                  | mjr lek. dr Zygmunt Niepokój                             |                                                          |
| lekarz weterynarii                                       | kpt. lek. wet. Stanisław Prośba                          |                                                          |
| oficer zwiadowczy                                        | kpt. Kazimierz Orlicz-Pawłat                             |                                                          |
| oficer placu Siedlce                                     | kpt. adm. (art.) Paweł Drobysz                           |                                                          |
| II zastępca dowódcy (kwatermistrz)                       | mjr Tadeusz Wirth                                        | dowódca III/61 pal                                       |
| oficer mobilizacyjny                                     | kpt. adm. (art.) Wincenty I Świerczyński                 | †1940 Charków                                            |
| zastępca oficera mobilizacyjnego                         | chor. Józef Mosiek                                       |                                                          |
| oficer administracyjno-materiałowy                       | kpt. adm. (art.) Stanisław Marcin Wilkosz                |                                                          |
| oficer gospodarczy                                       | kpt. int. Józef Rybak                                    |                                                          |
| oficer żywnościowy                                       | chor. Stanisław Feliks Michelis                          | oficer I/9 pal                                           |
| dowódca plutonu topograf.-ogniowego                      | por. Adam Kazimierz Jan Stec                             |                                                          |
| dowódca plutonu łączności                                | kpt. Narcyz Mieczkowski                                  | oficer łącz. pułku                                       |
| oficer plutonu                                           | por. Władysław Wilkiewicz                                | dowódca 1 baterii                                        |
| dowódca szkoły podoficerskiej                            | kpt. Ryszard Tomasz Ługowski                             | †1940 Charków                                            |
| zastępca dowódcy                                         | por. Franciszek Szlązak                                  | niemiecka niewola                                        |
| dowódca plutonu                                          | ppor. Bronisław Antoni Lis                               | ofic. obserwacyjny pułku                                 |
| I dywizjon                                               |                                                          |                                                          |
| dowódca I dywizjonu                                      | mjr dypl. Józef Leopold Biliński                         | szef sztabu 41 DP                                        |
| dowódca 1 baterii                                        | por. Kazimierz Gajewski                                  |                                                          |
| dowódca plutonu                                          | ppor.                                                    |                                                          |
| dowódcy 2 baterii                                        | por.                                                     |                                                          |
| dowódca plutonu                                          | ppor.                                                    |                                                          |
| II dywizjon                                              |                                                          |                                                          |
| dowódca II dywizjonu                                     | mjr Bolesław Babecki                                     |                                                          |
| dowódca 4 baterii                                        | por.                                                     |                                                          |
| dowódca 5 baterii                                        | por.                                                     |                                                          |
| dowódca plutonu                                          | ppor.                                                    |                                                          |
| dowódca plutonu                                          | ppor.                                                    |                                                          |
| dowódca 6 baterii                                        | kpt.                                                     |                                                          |
| II dywizjon                                              |                                                          |                                                          |
| dowódca III dywizjonu                                    | mjr Kazimierz Singer                                     |                                                          |
| adiutant dywizjonu                                       | vacat                                                    |                                                          |
| pomocnik dcy dyonu ds. gosp.                             | por. Stanisław Czarkowski                                |                                                          |
| oficer zwiadowczy dyonu                                  | por. Karol Bekier                                        | dowódca 7 baterii                                        |
| lekarz weterynarii dyonu                                 | por. lek. wet. Jan Użarowski                             |                                                          |
| dowódca 7 baterii                                        | kpt. Jan Klemens Bownik                                  |                                                          |
| dowódca plutonu                                          | ppor. Adam Franciszek Bakalarz                           | †1940 Charków                                            |
| dowódca plutonu                                          | ppor. Wiesław Husarski                                   |                                                          |
| dowódca 8 baterii                                        | kpt. Marian Stefan Pasternak                             |                                                          |
| dowódca plutonu                                          | ppor. Edward Franciszek Jan Zieliński                    |                                                          |
| dowódca 9 baterii                                        | kpt. Jan Marian Józef Grodzicki                          | adiutant pułku                                           |
| dowódca plutonu                                          | ppor. Tadeusz I Nowak                                    |                                                          |

## 9 pal w kampanii wrześniowej

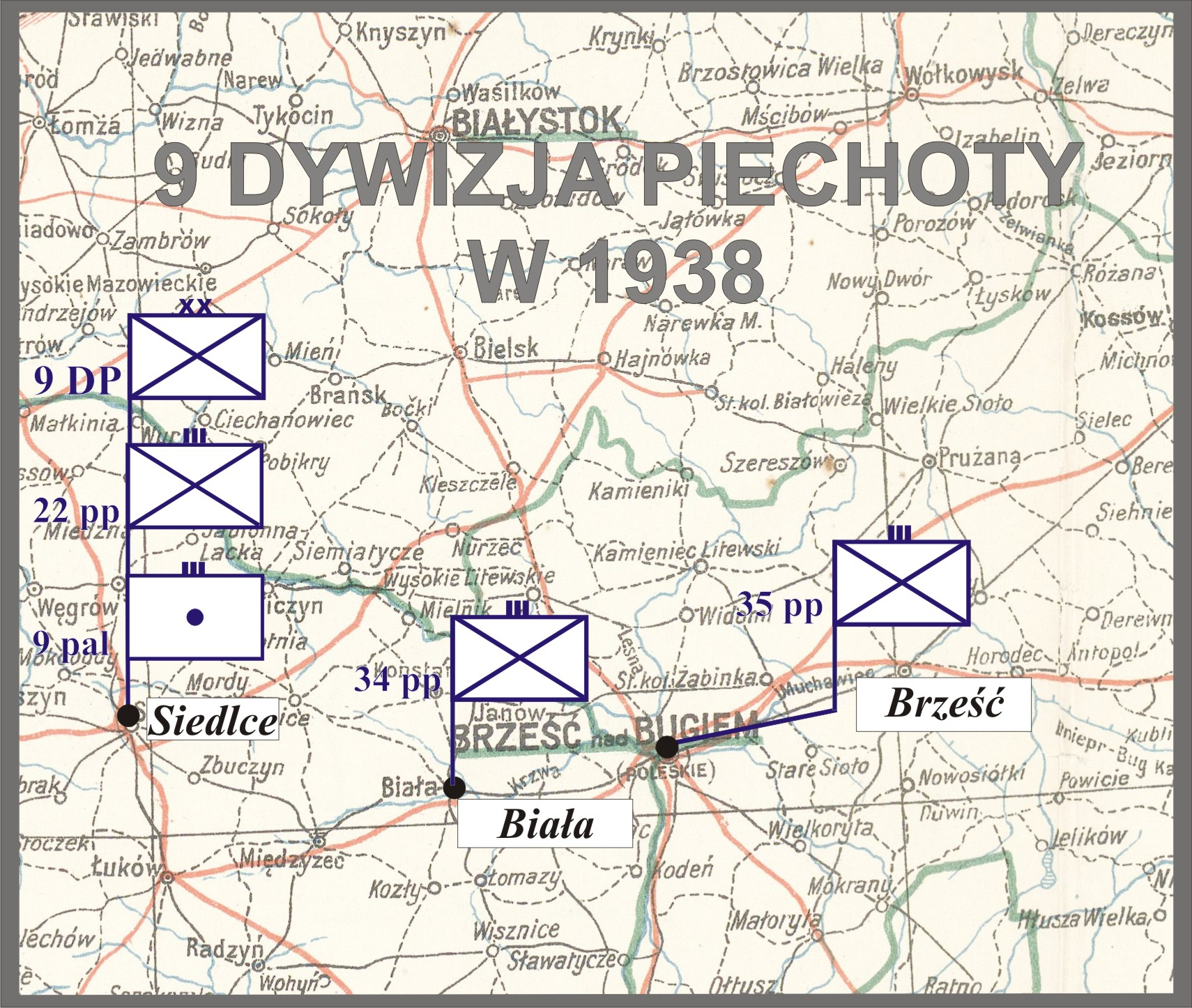
9 DP w 1938

### Mobilizacja
9 pułk artylerii lekkiej został zmobilizowany w ramach mobilizacji alarmowej: w grupie żółtej w garnizonie w Siedlcach i grupie zielonej w garnizonie w Białej Podlaskiej (III dywizjon), w dniu 23 marca 1939. Z uwagi na braki oficerów, nieodpowiednie dostarczone konie, uprząż i wozy mobilizacja przekroczyła w większości pododdziałów określony czas gotowości. W trakcie mobilizacji „marcowej” w pułku zmobilizowano również:
- samodzielny patrol meteo nr 9
- kolumnę taborową nr 904
- warsztat taborowy nr 901
- pluton parkowy uzbrojenia nr 901 (w Białej Podlaskiej)

W czerwcu 9 pal wraz z całą dywizją został przetransportowany na Pomorze, gdzie wszedł w skład Armii „Pomorze” pod dowództwem gen. dyw. Władysława Bortnowskiego. 25 sierpnia 9 pal został przegrupowany z dotychczasowego miejsca stacjonowania w rejonie Więcborka do miejsca, gdzie ugrupował się bojowo wzdłuż granicy. Dodatkowo na kadrach 9 pal w garnizonie Siedlce, w ramach I rzutu mobilizacji powszechnej, zmobilizowano z terminem gotowości 6 i 7 dnia:
- II dywizjon armat 75 mm 61 pal
- III dywizjon haubic 100 mm 61 pal
- Krajowy szpital weterynaryjny typu II nr 91 (Biała Podlaska)

oraz w II rzucie mobilizacji powszechnej w Siedlcach w terminie X+5, baterię marszową 1/9 pal.

### Działania bojowe

#### I dywizjon armat 9 pal
25 sierpnia dywizjon I/9 pal przegrupował się do Tucholi i wszedł w skład Oddziału Wydzielonego „Chojnice” płk. dypl. Tadeusza Majewskiego, następnie zajął stanowiska ogniowe na wschodnich przedpolach Chojnic w lasach w rejonie Klawkowa w odległości 1,5–2,5 km od miasta. Punkty obserwacyjne ustalono na wzg. 172 koło Chojniczek i w rejonie Jeziora Charzykowskiego. Przygotowano zapasowe stanowiska i dane topograficzne do strzelań. 1 września 1939 o świcie, w związku z wtargnięciem do Chojnic niemieckiego pociągu pancernego, jeden z działonów dywizjonu prowadził ostrzał na wprost do niemieckiego pociągu z budynku dworca kolejowego. Do walki została włączona 2 bateria i wkrótce jeden z plutonów 1 baterii. Ostrzał z kilku armat doprowadził do wycofania się pociągu poza dworzec, a następnie całkowitego zniszczenia pociągu. I dywizjon, z uwagi na poranną mgłę, nie mógł udzielić wsparcia własnej piechocie; następnie z uwagi na zerwanie linii telefonicznej przez artylerię niemiecką i dywersantów, którzy wybili patrol telefoniczny dywizjonu. Podczas ostrzału niemieckiej artylerii zniszczeniu uległy punkty obserwacyjne 1 i 2 baterii, zniszczone zostały: centrala telefoniczna i wóz telefoniczny.
Poszczególne baterie sukcesywnie włączyły się do walki wspierając 85 batalion piechoty na odcinku południowym. Od godz.9.00 I/9 pal położył ognie zaporowe na niemieckie zgrupowania piechoty i pojazdów, niszcząc kilka z nich oraz skutecznie opóźniał ruch oddziałów atakującej niemieckiej 20 DPZmot. Po odparciu pierwszego natarcia na Chojnice ok. godz.10.00 baterie zajęły stanowiska ogniowe koło wsi Krojanty (wieś). Dywizjon na żądanie 1 batalionu strzelców położył zaporę ogniową na rejon dworu Igły, niszcząc kilka samochodów ciężarowych i zatrzymując ruch wroga i umożliwiając tym samym wycofanie się 85 batalionu piechoty i 1 batalionu strzelców. Około godz.14, z uwagi na groźbę oskrzydlenia, zgrupowania na rozkaz płk. Majewskiego rozpoczęto wycofywać baterie do rejonu Rytla. Jako pierwszą wycofano 2 baterię. Pozostałe baterie zajęły stanowiska na skraju lasu koło dworu Jeziorki; kpt. Józef Amster zajął punkt obserwacyjny na strychu jednego z budynków, prowadząc ostrzał oddziałów niemieckich, które dotarły do rejonu wsi Krojanty i zajęły las pod Kłodawą. Po godz. 16.00, wobec zagrożenia od południa groźbą okrążenia, na rozkaz dowódcy dywizjonu baterie 1 i 3 kolejno odjeżdżały ze stanowisk, do ostatniej chwili prowadząc ostrzał wojsk niemieckich. Ok.godz.19.00 dywizjon zajął stanowiska ogniowe na wschód od Rytla, a po ich zajęciu osłaniał ogniem odwrót batalionów piechoty spod Chojnic. Z uwagi na odległość ostrzał był korygowany przez radiostację. Ze stojącego na stacji w Rytlu pociągu uzupełniono amunicję, utracony sprzęt łączności, żywność i paszę dla koni. Nocą 1/2 września dywizjon odmaszerował do rejonu Cekcynia do dyspozycji dowódcy Pomorskiej Brygady Kawalerii, zajął stanowiska na skraju lasu na wschód od Dębowca. 3 września rano, z uwagi na chaos rozkazodawczy, kpt. Amster podjął decyzję marszu w kierunku Grudziądza i Świecia. Po drodze I/9 pal był atakowany przez lotnictwo niemieckie. Z tego względu na rozkaz dowódcy dywizjonu baterie maszerowały osobno. Dowództwo dywizjonu z 1 baterią i taborami dywizjonu maszerowały szosą Błądzim – Świecie. Podczas marszu grupa kpt. Amstera stoczyła kilka walk z niemiecką bronią pancerną i piechotą, wspierała własną piechotę w walce. Ta część dywizjonu poniosła znaczne straty w żołnierzach koniach i sprzęcie i wystrzelała całą posiadaną amunicję. Około godz. 19.00 dotarła do miejscowości Polski Konopat, gdzie poniosła dalsze straty osobowe i w koniach. Zniszczono pozostałe armaty, a podczas dalszego marszu resztki 1 baterii, dowództwa i taborów dywizjonu dostały się do niemieckiej niewoli. Maszerująca w kierunku Grudziądza 3 bateria została rozbita przez lotnictwo niemieckie. 2 bateria dołączyła do zgrupowania płk. Mikołaja Alikowa dowódcy AD 9 DP. W trakcie dalszego marszu pod Jeżewem o świcie 4 września artyleria grupy, w tym 2/9, pal odrzuciła natarcie czołgów niemieckich. Po dotarciu do Grupy 2 bateria wspierała ogniem natarcie oddziałów na Grupę i Grudziądz. Nie mogąc się przedrzeć, obsługi zniszczyły sprzęt i armaty oraz uległy rozproszeniu. Większość żołnierzy I/9 pal dostała się do niewoli.

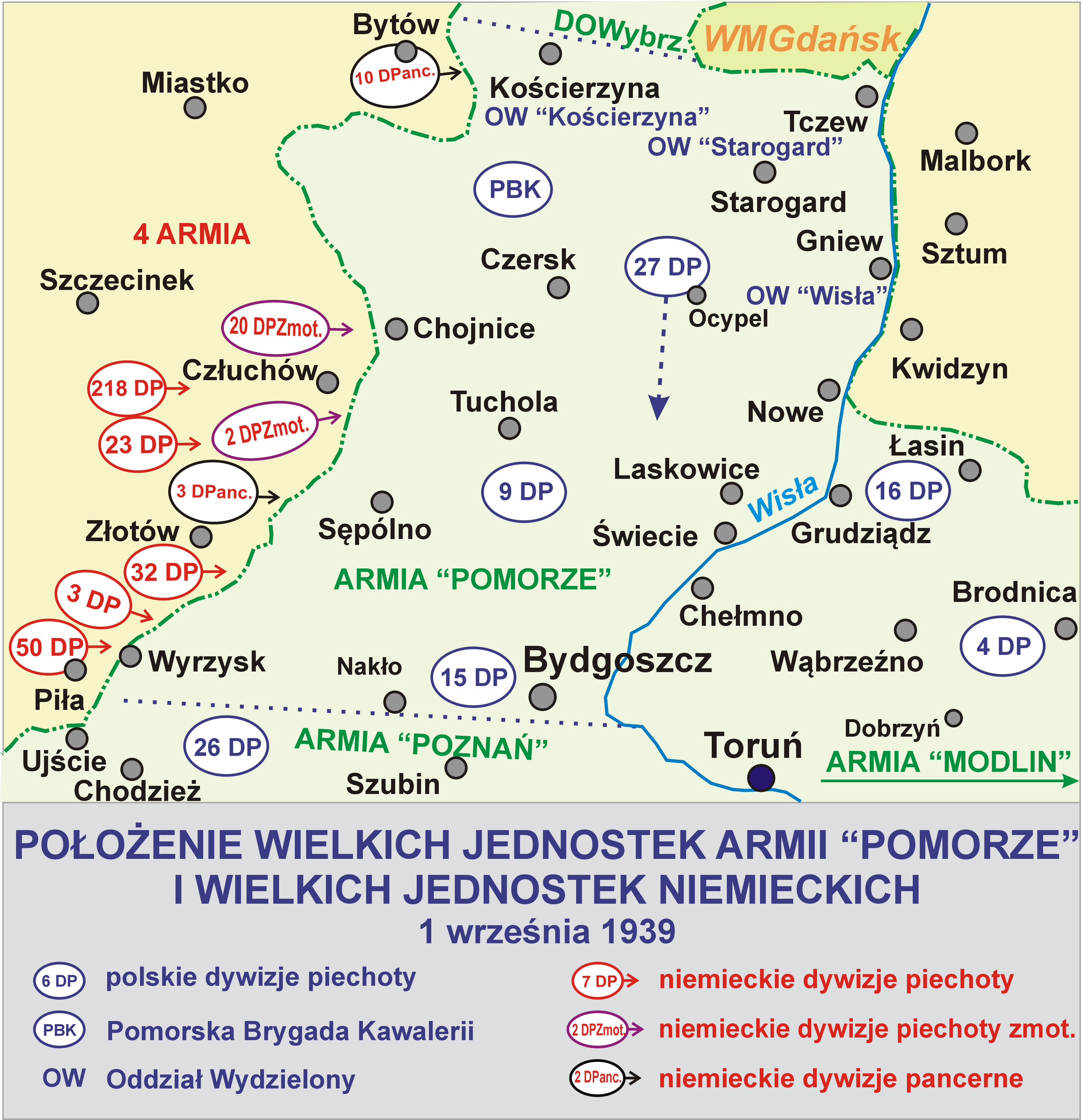
Pułk walczył w składzie 9 DP

#### II dywizjon armat 9 pal

##### Walki na Pomorzu
Dywizjon II/9 pal miał wspierać 22 pułk piechoty na linii jezior koronowskich. Baterie rozdysponowano; bateria 5 z dowództwem dywizjonu została wysunięta wraz z batalionem I/22 pp na przedpole w rejon Śmiłowa, na wschód od Więcborka. 6 bateria wraz z batalionem III/22 pp stacjonowała w lesie nadleśnictwa Świt na wschód od Lucimia. 4 bateria w rejonie Trzemiętowa na styku 9 DP z 15 DP. 5 bateria o godz. 6.00 ostrzelała skutecznie pododdział niemieckich motocyklistów na drodze pod Śmiłowem, który zatrzymał się przed przeszkodą przeciwpancerną, częściowo niszcząc go. Następnie bateria ostrzeliwała zaobserwowane cele. Około godz. 9 niemiecka artyleria ostrzelała stanowiska 5 baterii zadając jej straty w rannych kanonierach. Około godz.14.00 I/22 pp zmuszony został do wycofania się. 5/9 pal osłaniała jego odwrót, aż do podejścia niemieckiej piechoty do jej stanowisk ogniowych. Następnie 5 bateria wycofała się do majątku Karolewo, a dalej wraz z piechotą do Wąwelna. Straty baterii to 4 poległych, 2 rannych, utracono 2 konie i wóz łączności. O godz. 16 w rejonie Wąwelna kolumnę marszową zaatakowała niemiecka piechota zmotoryzowana i motocykliści; 5 bateria ogniem na wprost z odkrytych stanowisk wspierała własną piechotę niszcząc broń maszynową wroga. Nocą poprzez Byszewo 5/9 pal dotarła do Buszkowa, gdzie dołączyła do dowództwa dywizjonu. 6 bateria na rozkaz mjr Babeckiego wysunęła jeden działon na linię własnej piechoty, celem wzmocnienia obrony ppanc.; działon ten nie powrócił już do baterii. 6/9 pal dopiero w godzinach wieczornych podjęła ostrzał niemieckiej piechoty z 32. DP nacierającej na przesmyku „Kadzionka” między jeziorami. Natarcia niemieckie dzięki wsparciu 6 baterii powstrzymano. 2 września od godz. 9.00 6 bateria wspierała obronę 22 pp w rejonie Grzmotnego Młyna spowalniając postępy niemieckiej 3. DP. Piechocie niemieckiej udało się opanować wszystkie przesmyki pomiędzy jeziorami w rejonie Buszkowa. Do godz. 13.00 6 bateria wspierała walkę i odwrót piechoty. Następnie sama odskoczyła w rejon Gościeradza, tracąc w trakcie dynamicznych walk siatki maskujące i większość kabla telefonicznego. W Gościeradzu baterie 5 i 6 uzupełniły amunicję. Bateria 6/9 pal zajęła stanowiska ogniowe w rejonie Nowy Dwór-Komorowo. Nocą 2/3 września 6 bateria wycofała się do Maksymilianowa. 2 września o godz.3.00 5/9 pal zajęła stanowiska ogniowe koło Buszkowa, od godz. 8.00 bateria ostrzeliwała niemieckie pododdziały rozpoznające stanowiska obronne piechoty. Po godz.18.00 5 bateria na rozkaz mjr. Babeckiego wycofała się z linii jezior koronowskich.

##### Walki na Kujawach
II/9 pal wraz z 22 pp wycofał się w pobliże Bydgoszczy i zajął stanowiska ogniowe w pobliżu stacji kolejowej Maksymilianowo jako wsparcie dla 22 pp broniącego odcinka od rzeki Brdy do toru kolejowego Bydgoszcz-Gdańsk, wzdłuż potoku Struga. Salwami dywizjonu kierowanymi przez mjr Babeckiego ostrzelano dwór Łącznica, miejsce koncentracji oddziałów niemieckich, dywizjon wystrzelał ok. sto kilkadziesiąt pocisków. Nocą 3/4 września II/9 pal wycofał się przez Kapuściska na Jachcice. W trakcie marszu zmuszony był do walki z dywersantami niemieckimi w rejonie Kapuścisk i na przedmieściach Bydgoszczy przy ul. Gdańskiej. W wyniku ostrzału z broni maszynowej przez dywersantów zginęło kilku żołnierzy utracono kilka koni i kilka wozów. W trakcie nocnego marszu i walk doszło do podziału dywizjonu. 4 bateria dołączyła w rejonie Solca Kujawskiego do oddziałów 15 DP, 5 bateria z dowództwem dywizjonu pomaszerowała na Toruń, a 6 bateria w rejonie Solca Kuj. dołączyła czasowo do 11 dywizjonu artylerii konnej. 4 września 4 bateria wspierała oddziały 15 Dywizji Piechoty w rejonie Bartodzieje Małe, Solec Kuj. 5 i 6 września 4 bateria wspierała w walkach obronnych 15 DP w pobliżu szosy inowrocławskiej. 6 i 7 września nastąpiło połączenie dywizjonu. 22 pp i II/9 pal weszły w skład 27 Dywizji Piechoty, 7 września II dywizjon włączono do 27 pułku artylerii lekkiej pod dowództwem ppłk. Karola Galstera. Nocą 7/8 września II dywizjon przemaszerował do Aleksandrowa Kujawskiego. 9 września dywizjon wspierał w obronie 23 pułk piechoty. Nocą 8/9 września dywizjon wraz z 24 pułkiem piechoty wykonał marsz z Aleksandrowa Kuj. przez Turzno, Zbrachlin, Kazimierzowo do Krzywej Góry koło Włocławka. Tego dnia 6 bateria była atakowana przez niemieckie lotnictwo. Rano 10 września dywizjon zajął stanowiska ogniowe na południowy zachód od wsi Korabniki z kierunkiem ostrzału na Wieniec. Po podejściu niemieckiego 122 pp z 50. DP w zasięg strzału jego kolumny marszowe zostały celnie ostrzelane przez II/9 pal. Baterie 4 i 5 wraz z piechotą 24 pp odparły niemieckie natarcie z marszu na Nowy Młyn. Baterie dywizjonu wspierały walki piechoty na rzeczką Zgłowiączką. Ostrzał niemieckiej artylerii uszkodził kilkakrotnie kable telefoniczne i punkt obserwacyjny 6 baterii. Przed wieczorem tego dnia dywizjon udzielił wsparcia oddziałowi wypadowemu, który zaatakował Osięciny, lecz został okrążony. Ostrzał pozycji niemieckich pozwolił przedrzeć się oddziałowi z okrążenia. 6 bateria ostrzelała cukrownię w Brześciu Kujawskim niszcząc tam stanowiska niemieckiej broni maszynowej. Nocą 10/11 września II/9 pal został wycofany rozkazem dowódcy 27 DP bliżej Włocławka, na odpoczynek i uzupełnienie amunicji. 12 września dywizjon został przydzielony do wsparcia 22 pp; od świtu 13 września baterie sukcesywnie wchodziły do walki wspierając piechotę 22 pułku w walkach obronnych na linii rzek Zgłowiączki i Lubienki. Dywizjon intensywnie prowadził ostrzał nacierających niemieckich oddziałów. Podczas trzeciego natarcia niemieckiego ok. godz.14.00 niemiecka artyleria rozbiła punkt obserwacyjny 5 baterii, poległo na nim kilku żołnierzy, a dowódca jej por. Stefan Wojtarowicz został ranny; dowódcą został ppor. rez. Stanisław Drabarek. 5 bateria została wycofana w rejon Kowala. Około godz.18 pozostałe baterie zeszły ze stanowisk i odmaszerowały do lasów w rejonie Gostynina. Wycofana w rejon Kowala 5 bateria wzięła udział w walce w tym rejonie, była ostrzeliwana przez niemiecką artylerię ciężką.

##### Udział w bitwie nad Bzurą
14 września dywizjon zajął stanowiska w miejscowości Legarda na północny wschód od Gostynina. 15 września dywizjon przegrupowano w rejon Łącka, 16 września rano dotarł do miejscowości Brzezie. Z tego rejonu ostrzelał wskazane cele, zadając stronie niemieckiej straty osobowe i w pojazdach mechanicznych. Nocą 16/17 września II/9 pal otrzymał rozkaz marszu na przeprawę przez Bzurę w Witkowicach. W trakcie nocnego marszu po zatłoczonych drogach odłączył się od dywizjonu mjr Babecki, dowództwo objął por. Henryk Grzyb. Z uwagi na naloty na drogę marszu, dywizjon podjął marsz drogami bocznymi w szyku luźnym plot. W trakcie jednego z postojów w lesie był atakowany przez samoloty myśliwskie, utracono dwa konie. Wieczorem 17 września dywizjon dotarł do lasu Uderz, wówczas rozpoznający dalszą drogę por. Grzyb z grupą zwiadowców odłączył się od dywizjonu. W nocy 17/18 września na przeprawę dotarła 6 bateria; po przeprawie pomaszerowała do Łomianek, gdzie została silnie zbombardowana przez samoloty niemieckie; poniosła ciężkie straty osobowe w koniach i sprzęcie i uległa rozproszeniu. 5 bateria dotarła do Bzury przed świtem 18 września, po przeprawie skierowała się do lasu koło Tułowic. Ostrzelana w lesie przez niemiecką artylerię ciężką utraciła 3 rannych żołnierzy, padło kilka koni i została rozbita armata z jaszczem. Bateria pomaszerowała w kierunku Warszawy, po drodze odłączył się od baterii ppor. Drabarek z grupą żołnierzy. 5/9 pal dotarła do Warszawy z 0,5 jednostki ognia, gdzie dołączyła do mjr. Babeckiego, uczestniczyła w jej obronie aż do 28 września. 4 bateria wraz z częścią dowództwa dywizjonu i częścią kolumny amunicyjnej dostała się do niemieckiej niewoli 19 września w rejonie majątku Ruszki.

#### III dywizjon haubic 9 pal
Dywizjon III/9 pal od 25 sierpnia 1939 otrzymał zadanie udania się do wsparcia 35 pułku piechoty zajmującego stanowiska obronne w rejonie Pamiętowo-Wałdowo wzdłuż potoku Wytrych i rzeki Kamionka. Dywizjon zajął stanowiska ogniowe w rejonie miejscowości Wieszczanie. O świcie 1 września 8 bateria haubic ostrzelała niemiecką baterię z 2. DPZmot. w rejonie wzg. 157, ale celny ostrzał zmusił ją do zmiany stanowisk. Przed godziną 9.00 pojawiła się niemiecka kolumna zmotoryzowana na drodze Sławęcin – Oborowo, która została ostrzelana ogniem dywizjonu. Dodatkowo dywizjon ostrzelał przedpola Drożdzenicy i Pamiętowa, gdzie również zaobserwowano jednostki zmotoryzowane. Artyleria niemiecka ostrzelała stanowiska poszczególnych polskich baterii; najbardziej ucierpiała 8 bateria, w której poległo i zostało rannych po kilku żołnierzy; wśród ciężko rannych był jej dowódca kpt. Jan Bownik. Dywizjon do późnego wieczora strzelał do wykrytych i wskazanych celów, a w nocy prowadził ogień nękający. Po godz. 22.00 III dywizjon na rozkaz dowódcy AD 9 DP wykonał marsz odwrotowy przez Tucholę do Bysławia. W trakcie przemarszu przez Tucholę 7 bateria stoczyła walkę z niemieckimi dywersantami likwidując ich opór. 2 września rano III/9 pal zajął stanowiska ogniowe w rejonie Bysławia, w godzinach popołudniowych 7 bateria zajęła stanowiska w rejonie stacji kolejowej Klonowo, skąd wspierała nieudane natarcie 35 pp na linię kolejową Pruszcz – Świecie. Zawiodła jednak koordynacja pomiędzy artylerią a piechotą. Nocą 2/3 września III/9 pal pomaszerował przez Lubiewo, Błądzim do Bramki. Rano dywizjon dotarł do wsi Franciszkowo, dalej przemieścił się do wsi Ziemkowo. 3 września około godz. 8.00 maszerujące i będące na postoju oddziały polskie, w tym III dywizjon, zostały zaatakowane i zbombardowane przez nalot lotnictwa niemieckiego, który trwał ok. godziny. Dywizjon został całkowicie rozbity tym nalotem, poległo bardzo wielu jego żołnierzy, w tym dowódca 9 baterii ppor. Wiesław Husarski. Rozbito większość sprzętu, zabito większość koni. Ocaleli żołnierze i jedna z haubic 7 baterii z jaszczem dołączyli do zgrupowania dowódcy AD 9 DP płk. Alikowa; resztkami ocalałych żołnierzy 9 pal dowodzili ppłk Emil Growiński i mjr Franciszek Walawski. 4 września oddział przemaszerował przez Gródek Pomorski w kierunku Grudziądza. Pod Jeżewem zgrupowanie stoczyło walkę z niemieckimi czołgami; dzięki wsparciu artylerii czołgi zmuszono do odwrotu. Pod Grupą oddział 9 pal stoczył w ramach zgrupowania płk. Alikowa ostatnią walkę; działon 7 baterii po wystrzeleniu ostatnich pocisków, zagwożdżono. Pod Grupą zakończył istnienie III/9 pal; ocaleli żołnierze dostali się do niemieckiej niewoli.

### Oddział Zbierania Nadwyżek 9 pal i bateria marszowa 1/9 pal
Po wyjeździe 9 pal na Pomorze w czerwcu 1939 r. w koszarach pozostało 423 oficerów, podoficerów i kanonierów głównie młodego rocznika sformowanych w baterie
- starszego rocznika i rezerwy,
- młodszego rocznika,
- szkoły podoficerskiej
- pluton gospodarczy.

Do czasu ogłoszenia mobilizacji powszechnej dowódcą był mjr Tadeusz Wirth. Do 7 września sformowano baterię marszową 9 pal; dowódcą baterii był por. rez. Berson, a następnie por. rez. Wereszczyński. Po sformowaniu wszystkich pododdziałów w Siedlcach i Białej Podlaskiej około 8–9 września OZN 9 pal w sile około 1000 żołnierzy pod dowództwem kpt. Ryszarda Tomasza Ługowskiego wymaszerował do Ośrodka Zapasowego Artylerii Lekkiej nr 9 w kierunku Brześcia nad Bugiem. Po drodze oddział był atakowany przez niemieckie lotnictwo i poniósł straty. Część oficerów oddziału dostała się do sowieckiej niewoli. Bateria marszowa 1/9 pal maszerowała wraz z OZN 9 pal. 
OZN III/9 pal z Białej Podlaskiej pod dowództwem por. Stanisława Czarkowskiego, w sile 3 podoficerów i około 60-80 kanonierów z 20 końmi, wieczorem 6 września wyruszył do Brześcia n/Bugiem. Około 9 września oddział dołączył do OZAL nr 9 i wraz z nim pomaszerował 11 września do Kamienia Koszyrskiego, gdzie dotarł 15 września. Z uwagi na agresję sowiecką 19 września podjęto obronę mostu na Turii i brodów na niej; prowadzono też działania przeciwdywersyjne. Następnie poprzez Ratno, Małorytę i Włodawę nadwyżki III/9 pal pomaszerowały do Parczewa, tam dołączyły do SGO „Polesie”. Osłaniały Parczew od strony Wisznic, tocząc potyczki z sowiecką kawalerią. 1 października większość OZN III/9 pal weszła w skład oddziału ppłk. Józefa Kleibera; por. Czarkowski z kilkoma podoficerami i telefonistami wszedł w skład baterii haubic por. Franciszka Pelca z dywizjonu artylerii 50 Dywizji Piechoty „Brzoza” kpt. Mariana Poraj-Jankowskiego.
| Struktura organizacyjna i obsada personalna we wrześniu 1939 | Struktura organizacyjna i obsada personalna we wrześniu 1939 | Struktura organizacyjna i obsada personalna we wrześniu 1939 |
| Stanowisko                                                   | Stopień, imię i nazwisko                                     | Uwagi                                                        |
| Dowództwo                                                    | Dowództwo                                                    | Dowództwo                                                    |
| ------------------------------------------------------------ | ------------------------------------------------------------ | ------------------------------------------------------------ |
| dowódca pułku                                                | ppłk Emil Growiński                                          |                                                              |
| adiutant                                                     | kpt. Jan Marian Józef Grodzicki                              |                                                              |
| oficer zwiadowczy                                            | ppor. rez. Feliks Franciszek Borowicz                        |                                                              |
| oficer łączności                                             | kpt. Narcyz Mieczkowski                                      |                                                              |
| oficer obserwacyjny                                          | ppor. Bronisław Antoni Lis                                   |                                                              |
| oficer broni                                                 | ppor. rez. Stanisław Kisieliński                             |                                                              |
| dowódca plutonu topograficzno-ogniowego                      | por. Adam Kazimierz Jan Stec                                 |                                                              |
| lekarz weterynarii                                           | kpt. lek. wet. Stanisław Prośba                              |                                                              |
| I dywizjon                                                   |                                                              |                                                              |
| dowódca dywizjonu                                            | kpt. Józef Paweł Amster                                      |                                                              |
| adiutant                                                     | ppor. rez. Józef Rutkowski                                   |                                                              |
| oficer zwiadowczy                                            | ppor. rez. Wojciech Skibiński                                |                                                              |
| oficer obserwacyjny                                          | ppor. rez. Wacław Sobański                                   |                                                              |
| oficer łącznikowy                                            | NN                                                           |                                                              |
| oficer łączności                                             | ppor. rez. Kazimierz Zejdler-Zborowski                       |                                                              |
| oficer płatnik                                               | ppor. rez. Jan Czesław Tajchert                              |                                                              |
| oficer żywnościowy                                           | ppor. rez. Stanisław Kwiatkowski                             |                                                              |
| lekarz                                                       | ppor. rez. lek. Bronisław Gogoliński                         |                                                              |
| lekarz weterynarii                                           | ppor. lek. wet. Czesław Tymiński                             |                                                              |
| dowódca kolumny amunicyjnej                                  | ppor. rez. Zygmunt Niedźwiecki                               |                                                              |
| dowódca 1 baterii                                            | por. Władysław Wilkiewicz                                    |                                                              |
| oficer zwiadowczy                                            | ogn. pchor. rez. Wacław Wiater                               |                                                              |
| oficer ogniowy                                               | por. rez. Marian Rollinger                                   |                                                              |
| dowódca I plutonu                                            | ppor. rez. Julian Wojnowski                                  |                                                              |
| dowódca II plutonu                                           | ppor. rez. Wojtyński                                         |                                                              |
| szef baterii                                                 | NN                                                           |                                                              |
| dowódca 2 baterii                                            | por. Wiktor Wojciechowski                                    |                                                              |
| oficer zwiadowczy                                            | ppor. rez. Tadeusz Ostojski                                  |                                                              |
| oficer ogniowy                                               | ppor. rez. Stanisław Białowąs                                |                                                              |
| dowódca I plutonu                                            | NN                                                           |                                                              |
| dowódca II plutonu                                           | ogn. pchor. Józef Firlej                                     |                                                              |
| szef baterii                                                 | st. ogn. Józef Biernat                                       |                                                              |
| dowódca 3 baterii                                            | ppor. Stanisław Lambach                                      |                                                              |
| oficer zwiadowczy                                            | ppor. rez. Waldemar Klein                                    |                                                              |
| oficer ogniowy                                               | ppor. rez. Ludwik Vacqueret                                  |                                                              |
| dowódca I plutonu                                            | ppor. rez. Marian Józefkowicz                                |                                                              |
| dowódca II plutonu                                           | ogn. pchor. rez. Józef Sołtan                                |                                                              |
| szef baterii                                                 | NN                                                           |                                                              |
| II dywizjon                                                  |                                                              |                                                              |
| dowódca dywizjonu                                            | mjr Bolesław Babecki                                         |                                                              |
| adiutant                                                     | por. rez. Jerzy Wichrzycki                                   |                                                              |
| oficer zwiadowczy                                            | ppor. rez. Paweł Łukanin                                     |                                                              |
| oficer obserwacyjny                                          | ppor. rez. Aleksander Klimkiewicz                            |                                                              |
| oficer łącznikowy                                            | ppor. rez. Teodor Helwig                                     |                                                              |
| oficer łączności                                             | ppor. rez. Roman Galiński                                    |                                                              |
| oficer płatnik                                               | ppor. rez. Jan Seweryn                                       |                                                              |
| oficer żywnościowy                                           | ppor. rez. Kazimierz Kaczkowski                              |                                                              |
| lekarz                                                       | ppor. rez. Wacław Starzyk                                    |                                                              |
| lekarz weterynarii                                           | ppor. rez. wet. Zdzisław Kamiński                            |                                                              |
| dowódca kolumny amunicyjnej                                  | ppor. rez. Kazimierz Mielus                                  |                                                              |
| dowódca 4 baterii                                            | ppor. Romuald Jackowski                                      |                                                              |
| oficer zwiadowczy                                            | ppor. rez. Józef Kobyliński                                  |                                                              |
| oficer ogniowy                                               | ppor. rez. Marian Huczko                                     |                                                              |
| dowódca I plutonu                                            | ppor. rez. Wincenty Krycki                                   |                                                              |
| dowódca II plutonu                                           | ogn. pchor. rez. Aleksander Markowski                        |                                                              |
| szef baterii                                                 | ogn. Władysław Mitura                                        |                                                              |
| dowódca 5 baterii                                            | por. Stefan Wojtarowicz                                      | do 13 IX                                                     |
| dowódca 5 baterii                                            | ppor. rez. Stanisław Drabarek                                | do 19 IX                                                     |
| oficer zwiadowczy                                            | ogn. pchor. Czesław Wojtyński                                |                                                              |
| oficer ogniowy                                               | ppor. rez. Stanisław Drabarek                                |                                                              |
| dowódca I plutonu                                            | ppor. rez. Teofil Swoboda                                    |                                                              |
| dowódca II plutonu                                           | ppor. rez. Stefan Koper                                      |                                                              |
| szef                                                         | plut. Makarewicz                                             |                                                              |
| dowódca 6 baterii                                            | por. Henryk Grzyb                                            |                                                              |
| oficer zwiadowczy                                            | ppor. rez. Henryk Szwarzenzer                                |                                                              |
| oficer ogniowy                                               | ppor. rez. Kazimierz Bramorski                               |                                                              |
| dowódca I plutonu                                            | ppor. rez. Zygmunt Górski                                    |                                                              |
| dowódca II plutonu                                           | ogn. pchor. Konstanty Brzozowski                             |                                                              |
| szef                                                         | ogn. Zygmunt Chakowski                                       |                                                              |
| III dywizjon                                                 |                                                              |                                                              |
| dowódca dywizjonu                                            | mjr Franciszek Walawski                                      |                                                              |
| adiutant                                                     | por. rez. Ludwik Kosmal                                      |                                                              |
| oficer zwiadowczy                                            | ppor. rez. Jan Zieliński                                     |                                                              |
| oficer obserwacyjny                                          | ppor. rez. Zbigniew Kuczyński                                |                                                              |
| oficer łącznikowy                                            | ppor. rez. Stanisław Palusiński                              |                                                              |
| oficer łączności                                             | por. rez. Władysław Kotniewicz                               |                                                              |
| oficer płatnik                                               | ppor. rez. Feliks Kasiura                                    |                                                              |
| lekarz dywizjonu                                             | ppor. rez. lek. Leon Szerard                                 |                                                              |
| lekarz weterynarii                                           | ppor. rez. lek. wet. Bolesław Staręga                        |                                                              |
| dowódca kolumny amunicyjnej                                  | ppor. rez. Wacław Kazimierz Owoc                             |                                                              |
| dowódca 7 baterii                                            | por. Karol Bekier                                            |                                                              |
| oficer zwiadowczy                                            | ppor. rez. Witold Malinowski                                 |                                                              |
| oficer ogniowy                                               | ppor. rez. Stanisław Cholewa                                 |                                                              |
| dowódca I plutonu                                            | ppor. rez. Jan Widelec                                       |                                                              |
| dowódca II plutonu                                           | ppor. rez. Stefan Bernacki                                   |                                                              |
| dowódca 8 baterii                                            | kpt. Jan Klemens Bownik                                      |                                                              |
| oficer zwiadowczy                                            | ppor. rez. Henryk Czapla                                     |                                                              |
| oficer ogniowy                                               | por. Henryk Barłóg ppor. rez. Roman Kalinowski               |                                                              |
| dowódca I plutonu                                            | ppor. rez. Mieczysław Kobryk                                 |                                                              |
| dowódca II plutonu                                           | ppor. Henryk Czochralski                                     |                                                              |
| dowódca 9 baterii                                            | ppor. Wiesław Husarski                                       |                                                              |
| oficer zwiadowczy                                            | ppor. rez. Stefan Kozłowski                                  |                                                              |
| oficer ogniowy                                               | ppor. Henryk Krzemiński                                      |                                                              |
| dowódca I plutonu                                            | ppor. rez. Józef Gruszko                                     |                                                              |
| dowódca II plutonu                                           | ppor. Henryk Pawelec                                         |                                                              |

## Symbole pułkowe

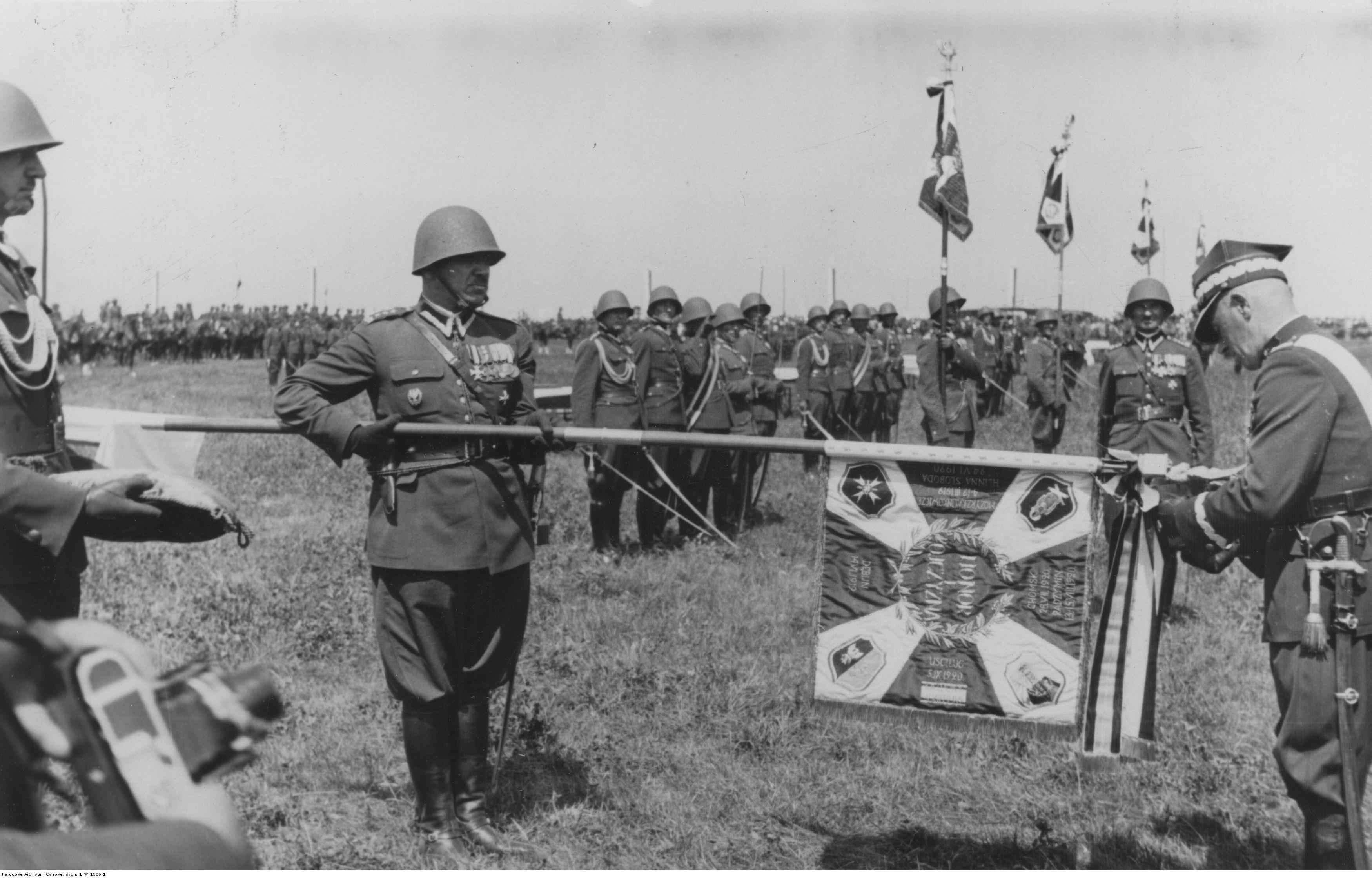
Dekoracja sztandaru 9 pal Orderem Virtuti Militari na lotnisku w Zamościu 17 lipca 1938 r.

### Sztandar
Nadanie sztandaru i zatwierdzenie jego wzoru ujęte zostało w Dodatku Tajnym nr 6 do Dziennika Rozkazów MSWojsk. z 5 maja 1938, nr 6, poz. 66. Sztandar wręczył marszałek Edward Śmigły-Rydz 17 lipca 1938 w czasie wręczania oddziałom artylerii sztandarów ufundowanych przez społeczeństwo ziemi zamojskiej oraz niektóre sąsiednie regiony.
Prawa strona sztandaru była wykonana według wzoru regulaminowego. W centrum znajdowało się godło państwowe – orzeł w koronie w wieńcu z liści laurowych, w czterech rogach numer pułku w takich samych wieńcach.
Na lewej stronie płata sztandarowego, pośrodku krzyża kawaleryjskiego znajdował się wieniec taki sam jak po stronie prawej, a w wieńcu trzywierszowy napis „HONOR I OJCZYZNA”. W rogach sztandaru, w mniejszych wieńcach umieszczone były na tarczachh:
- w prawym górnym rogu – wizerunek Matki Boskiej Kodeńskiej
- w lewym górnym rogu – wizerunek Świętej Barbary
- w prawym dolnym rogu – godło ziemi podlaskiej
- w lewym dolnym rogu – odznakę pamiątkową 9 pal

Na ramionach amarantowego krzyża kawalerskiego umieszczono napisy z najważniejszymi datami z historii pułku:
- na górnym – Chomsk 28.VII.1920, Radzyń 13–15.VIII.1920
- na dolnym – Dęblin 14.VI.1919
- na lewym – Mozyrz–Kalinkowicze 4–12.III. 1920, Hlinna–Słoboda 24.VI.1920
- na prawym – Uściług 5.IX.1920, Łazduny 4.XII.l920

Powojenne losy sztandaru nie są znane

### Odznaka pamiątkowa
15 stycznia 1929 minister spraw wojskowych marszałek Polski Józef Piłsudski zatwierdził wzór i regulamin odznaki pamiątkowej 9 pułku artylerii polowej. Odznaka o wymiarach 42x42 mm ma kształt krzyża maltańskiego pokrytego białą emalią o ramionach ze złoconymi krawędziami i kulkami. Na ramionach krzyża wpisano numer i inicjały „9 PAP” oraz rok powstania pułku „1919”. W centrum nałożona okrągła tarcza, pokryta ciemnozieloną emalią, z wizerunkiem srebrnego krzyża Orderu Virtuti Militari na tle mosiężnych, skrzyżowanych luf armatnich. Odznaka oficerska, trzyczęściowa, wykonana w srebrze i emaliowana, na rewersie numerowana. Wykonawcą odznaki był Stanisław Lipczyński z Warszawy.
Po raz pierwszy odznaki nadano w 1929. Otrzymał ją wtedy między innymi 34 pułk piechoty oraz duszpasterz kościoła garnizonowego w Białej Podlaskiej, ksiądz Krzymowski. W rocznicę 15-lecia pułku odznaki otrzymali m.in. dowódca 9 DP gen. bryg. Wilhelm Orlik-Rückemann oraz dowódca 35 pułku piechoty płk dypl. Ludwik Rudka. Uchwałą korpusu oficerskiego pułku z 9 czerwca 1937 odznaki zostały przyznane 15., 22. i 35 pułkowi piechoty, a w 1939 odznakę otrzymało miasto Siedlce.

## Żołnierze pułku

### Dowódcy i zastępcy dowódcy pułku

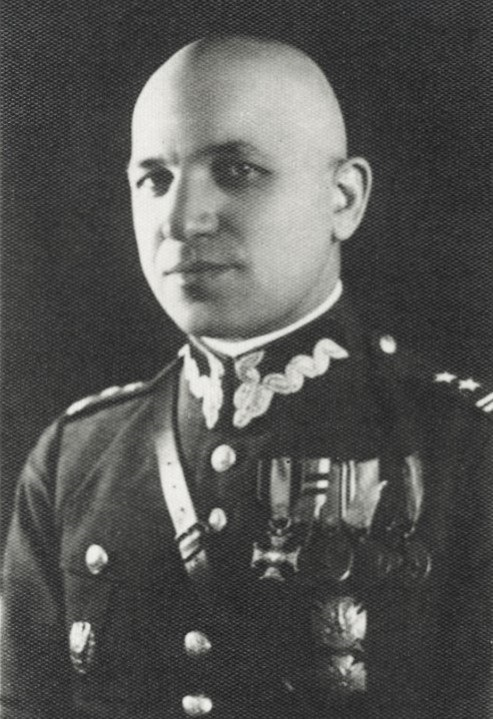
Mikołaj Alików (przed 1934)

| Stopień, imię i nazwisko         | Okres pełnienia służby | Kolejne stanowisko       |
| Dowódcy pułku                    | Dowódcy pułku          | Dowódcy pułku            |
| -------------------------------- | ---------------------- | ------------------------ |
| płk art. Józef Plisowski         | od 14 VI 1919          |                          |
| płk art. Eugeniusz Gałuszczyński | III 1922 – IX 1925     |                          |
| ppłk art. Stefan Kijasbek        | wz. od 27 V 1925       |                          |
| ppłk art. Michał Stepek          | wz. od 29 III 1926     |                          |
| płk art. Otton Krzisch           | od 10 X 1926           |                          |
| płk dypl. art. Mikołaj Alików    | 18 XI 1935 – III 1939  |                          |
| ppłk art. Antoni Korzeniowski    | od 25 III 1939         |                          |
| ppłk art. Emil Growiński         | od VII 1939            |                          |
| Zastępcy dowódcy pułku           |                        |                          |
| mjr art. Hipolit Gawdziński      | od 1 IX 1921           |                          |
| ppłk art. Leopold Połoszynowicz  | od 16 VIII 1922        | zastępca dowódcy 1 pan   |
| ppłk art. Stefan Kijasbek        | 1923–1925              |                          |
| ppłk art. Michał Stepek          | I 1926 – III 1929      | dyspozycja dowódcy OK IX |
| mjr art. Kazimierz Cezar         | od IV 1929             |                          |
| ppłk art. Antoni Korzeniowski    | do 25 III1939          | dowódca pułku            |
| mjr art. Tadeusz Wirth (II zca)  | 1939                   |                          |

### Żołnierze pułku – ofiary zbrodni katyńskiej
Biogramy ofiar zbrodni katyńskiej znajdują się między innymi w bazach udostępnionych przez Ministerstwo Kultury i Dziedzictwa Narodowego oraz Muzeum Katyńskie.
| Dtopień, nazwisko i imię              | zawód              | miejsce pracy przed mobilizacją | zamordowany |
| ------------------------------------- | ------------------ | ------------------------------- | ----------- |
| ppor. rez. Debogori-Mokryjewicz       | urzędnik           |                                 | Katyń       |
| ppor. rez. Fedkowicz-Hordyński Marian |                    |                                 | Charków     |
| por. rez. Goldberg Albert             | lekarz weterynarii |                                 | Charków     |
| ppor. rez. Kurczyński Stefan          | lekarz weterynarii |                                 | Charków     |
| por. rez. Pszczółkowski Stanisław     | prawnik, dr        | Bank Polski                     | Charków     |
| ppor. rez. Singer Zdzisław            | prawnik            |                                 | Charków     |
| por. rez. Staręga Bolesław            | lekarz weterynarii | praktyka w Siedlcach            | Charków     |
| kpt. rez. Storch Szymon               | urzędnik           |                                 | Charków     |
| por. rez. Sułowski Zygmunt            | handlowiec         | Solvay SA Warszawa              | Katyń       |
| por. rez. Zadarnowski Adolf           |                    |                                 | Charków     |